# Ковыльный (Челябинская область)
Ковыльный — посёлок в Чесменском районе Челябинской области России. Входит в состав Тарутинского сельского поселения.

## География
Посёлок находится на юго-востоке области, в северо-восточной части района, в степной зоне, на расстоянии 20 километров по прямой к северо-востоку от села Чесма, административного центра района. Абсолютная высота 260 метров над уровнем моря.
Часовой пояс
Посёлок Ковыльный, как и вся Челябинская область, находится в часовой зоне МСК+2. Смещение применяемого времени относительно UTC составляет +5:00.

## Население
| 2002 | 2010 | 2011 | 2013 |
| ---- | ---- | ---- | ---- |
| 82   | ↘44  | ↘42  | ↗49  |

Гендерный состав
По данным Всероссийской переписи населения 2010 года в гендерной структуре населения мужчины составляли 52,3 %, женщины — 47,7 %.
Национальный состав
Согласно результатам переписи 2002 года, в национальной структуре населения русские составляли 58 %, украинцы — 28 %.

## Улицы
Уличная сеть посёлка состоит из одной улицы: Украинской.